# 曾翬
曾 翬（そう き、1410年 - 1491年）は、明代の官僚。字は時升、号は省軒・龍坡居士。本貫は吉安府泰和県。

## 生涯
曾忠良と劉氏のあいだの子として生まれた。1433年（宣徳8年）、進士に及第した。はじめ工部観政をつとめた。秦府永興王の葬儀を取り仕切り、官吏の贈物を退けた。刑部山西司主事に任じられた。父が死去したため、曾翬は辞職して帰郷し、喪に服した。喪が明けると、刑部浙江司主事に転じた。1444年（正統9年）、刑部陝西司員外郎に進んだ。刑部尚書の金濂に才能を認められて、上奏文の作成を補助した。刑部の官僚たちに解決できない重大事件が起こると、曾翬に委ねられるようになった。右都御史の陳鎰が秦王朱志𡐤に告発されると、曾翬はその事情を調査して、秦王府が陳鎰を誣告していると弾劾し、陳鎰の無罪を勝ち取った。
1448年（正統13年）、曾翬は刑部湖広司郎中に進んだ。何文淵の推薦により、広西右参政に抜擢された。1452年（景泰3年）、広西巡撫の李棠が曾翬と副使の劉仁宅に命じて思明府の黄𤣾父子を調べさせた。黄𤣾は人に千金の賄賂を持たせて買収しようとしてきたため、曾翬と劉仁宅は偽って応じたふりをした。曾翬らは黄𤣾を誘い出して捕らえ、獄に下した。李棠はこのことを奏聞した。ほどなく黄𤣾が上書して都督同知に抜擢され、父子ともに出獄したため、曾翬らは嘆息するのみであった。継母の郭氏が死去したため、曾翬は辞職して帰郷し、喪に服した。喪が明けると、河南御史として起用された。軍の粛清により、多くの者が冤罪で民に落とされていたが、曾翬がその無罪を証明した。南陽では本籍地を離れる家が多くあり、流民を追い出そうとする意見も出て、民心が落ちつかなくなったため、曾翬は巡撫とともにこれをなだめた。
1461年（天順5年）、曾翬は山東右布政使に抜擢された。民衆が開墾した耕作地は無税とされており、悪だくみをする者が開墾地を休耕地と称して、有力者に献上する動きがあった。部の使者が調査に来ると、曾翬は「祖制では、民衆が荒れ地を開墾すると、長く税を課さないことになっていました。どうしてこれを奪うのでしょうか」といった。使者が曾翬の言のとおりに上奏すると、開墾地の租税は免除された。1465年（成化元年）、河南布政使に転じた。河南で飢饉が起こると、曾翬は開封に備蓄された穀物の多いことを示して、備蓄穀物の市場放出により食糧価格を下げ、貧民を救済した。1468年（成化4年）、曾翬は北京に召還されて刑部左侍郎に任じられた。1469年（成化5年）、成化帝の命により浙江を巡視すると、官吏を考査し、職務不適格な者100人あまりを罷免するよう上奏した。ほかにも悪政の多くを整理して改革した。1473年（成化9年）、老病を理由に致仕を請願し、許可された。1491年（弘治4年）1月15日、吉安府の家で病没した。享年は82。著書に『龍坡集』があった。